# Helluva Boss
Helluva Boss è una webserie animata statunitense creata, diretta, scritta e prodotta da Vivienne Medrano. Ambientata nello stesso universo di Hazbin Hotel, anch'essa creata da Medrano, la serie comprende tuttavia un cast di personaggi diverso e una trama differente.
Come descritto da Medrano, nonostante entrambe le serie condividono la stessa ambientazione, Hazbin Hotel si basa sulla redenzione e sulle conseguenze, mentre Helluva Boss segue «personaggi e società che esistono già all'Inferno» e si focalizza sulle relazioni tra questi personaggi. L'episodio pilota è uscito il 25 novembre 2019, mentre il primo episodio della prima stagione, prodotta da SpindleHorse Toons, è stato pubblicato il 31 ottobre 2020. La prima stagione è uscita sul canale YouTube di Medrano come per le sue altre animazioni.

## Trama
La serie racconta le mansioni e altre avventure quotidiane dei dipendenti della I.M.P. (Immediate Murder Professionals, "Professionisti dell'Omicidio Immediato"), una compagnia di imp assassini all'Inferno che presta i propri servizi alle anime dannate per sbarazzarsi dei vivi sulla Terra. I membri sono Blitzø (di cui la "ø" finale è muta), il leader, lo specialista d'armi Moxxie, sua moglie Millie, abile ed energica assassina, e l'addetta alla ricezione Loona, figlia adottiva di Blitzø. Con l'aiuto di un grimorio ottenuto dal demone dell'Ars Goetia Stolas, la I.M.P. può entrare nel mondo dei vivi e svolgere i suoi compiti.
A partire dalla seconda stagione, la trama si concentra meno sulla premessa iniziale, e più sulla relazione tra Stolas e Blitzø.

## Personaggi e doppiatori
- Blitzø, doppiato in originale da Brandon Rogers.
- Moxxie, doppiato in originale da Richard Steven Horvitz.
- Millie, doppiato in originale da Vivian Nixon.
- Loona, doppiato in originale da Erica Lindbeck.
- Stolas Goetia, doppiato in originale da Bryce Pinkham.

## Episodi
| Stagione         | Episodi         | Pubblicazione USA |
| ---------------- | --------------- | ----------------- |
| Episodio pilota  | Episodio pilota | 2019              |
| Prima stagione   | 8               | 2020-2023         |
| Seconda stagione | 12              | 2022-2024         |

### Corti musicali
| n° | Titolo           | Pubblicazione    |
| -- | ---------------- | ---------------- |
| 1  | Oh Millie        | 14 febbraio 2020 |
| 2  | Just Look My Way | 3 dicembre 2023  |

### Corti
| n° | Titolo               | Pubblicazione     |
| -- | -------------------- | ----------------- |
| 1  | Hell's Belles        | 26 aprile 2024    |
| 2  | Mission: Antarctica  | 31 luglio 2024    |
| 3  | Mission: Weeaboo-Boo | 31 agosto 2024    |
| 4  | Mission: Chupacabras | 29 settembre 2024 |
| 5  | Mission: Orphan Time | 28 giugno 2025    |
| 6  | Mission: Bad Drivezo | 2 agosto 2025     |

## Produzione
A giugno 2019, Medrano annunciò che stava collaborando con Erica Lindbeck, Brock Baker e Brandon Rogers su un "nuovo progetto", probabilmente riferendosi a Helluva Boss. Ad agosto, Medrano inviò su Twitter delle illustrazioni sul cast dei personaggi principali. Per l'episodio pilota è stato scelto Kellen Goff come direttore del cast, con Medrano e Rick Zieff per la direzione delle voci, mentre lo storyboard è opera di Samantha Ames, Amanda Heard, Amy Heard e Lidia Liu; venne montato da Nico Colaleo. La compagnia Horseless Cowboy ha assistito Medrano con il lavoro per la voce durante la prima stagione, con Horvitz e Medrano per la direzione. Anche spronata dal successo del primo episodio di Hazbin Hotel, Medrano, concepì Helluva Boss al fine di creare un progetto di riserva con la stessa formula e concetto di "demoni all'Inferno" sotto il suo completo controllo creativo, nel caso in cui Hazbin Hotel fosse stato rinviato o cancellato. Successivamente, Lucas Bermudez di Screen Rant ha attribuito al successo di Hazbin Hotel la ragione per cui a Helluva Boss sia stato dato il "via libera". Rogers chiese una volta a Jinkx Monsoon di dare la voce a un personaggio di Helluva Boss, ma Monsoon preferiva "dare la voce a tanti personaggi minori invece", volontà che fu rispettata e portò al suo doppiaggio di molti personaggi durante la prima stagione della serie.
Medrano è una fan della serie Invader Zim, la quale ha avuto una "grande influenza" sulla realizzazione di Hazbin Hotel e Helluva Boss.
Il 25 novembre 2019 l'episodio pilota uscì sul canale YouTube di Medrano, la quale contribuì con la stesura del copione e le animazioni dell'episodio. L'episodio ottenne ottimi riscontri di pubblico e fu visualizzato decine di milioni di visualizzazioni. Nel novembre 2023, Medrano ha dichiarato che il pilot era "non funzionalmente canone" rispetto alla serie successiva.
La scrittura di altri episodi cominciò a dicembre 2019, con 8 episodi richiesti. Per questi episodi, Sara "Serval" Fisher lavorò come animatrice, Sam Miller come designer di sfondi, ed Eddie Mead come artista per le immagini finali e correzioni. La scrittura degli episodi continuò fino al gennaio 2020.
A giugno 2020, Medrano dimostrò la sua intenzione di inserire una quantità maggiore di personaggi neri in Helluva Boss e Hazbin Hotel tramite un Tweet nel quale chiedeva agli animatori neri di inviare i loro curriculum vitae. Qualche mese dopo, nell'agosto 2020, le registrazioni per i primi 7 episodi della stagione 1 furono completate. Il primo episodio venne pubblicato il giorno di Halloween, 31 ottobre 2020. Nell'episodio, Rogers e Horvitz ritornano come Blitzø e Moxxie, e mentre Lindbeck continua a doppiare Loona, è rimpiazzata da Vivian Nixon per la voce di Millie. Baker fu rimpiazzato da Bryce Pinkham per il doppiaggio di Stolas. Lo stesso giorno, Jefferson Friedman pubblicò un estratto dal primo episodio intitolato "Stolas Speaks". Medrano condivise molti teaser del secondo episodio sulle sue pagine Instagram e Twitter. L'8 dicembre 2020, l'account Twitter Helluva Boss dichiarò che l'episodio avrebbe avuto il titolo "Loo Loo Land" e sarebbe stato pubblicato il giorno successivo. Il terzo episodio uscì il 31 gennaio 2021; tuttavia, YouTube applicò un limite di età, causando proteste da parte dei lavoratori della webserie. Successivamente, Newgrounds mostrò interesse per il caricamento della versione non censurata dell'episodio e "una promo tramite un banner sulla pagina iniziale", idea che Medrano supportò. Il 1º febbraio, dopo che il limite di età dell'episodio fu rimosso da YouTube, Medrano dichiarò in un tweet che l'episodio era nuovamente disponibile.
Nel febbraio 2021 Medrano dichiarò a Insider come la serie Helluva Boss rimane indipendente da Hazbin Hotel, e che intendeva mantenerla in questo modo "fin quando il pubblico vorrà continuare a vederla".
Nel luglio 2021 è stata annunciata una problematica di distribuzione dell'ottavo episodio della prima stagione, che avrebbe fatto da seconda parte del finale dopo la prima, Ozzie's. La problematica era legata al copyright di una canzone della cantante Kesha, inoltre guest-star dell'episodio. Nonostante i consensi della cantante, infatti, la casa discografica della star ha tentato di reclamare i diritti d'autore, costringendo ad un rimando dell'episodio a tempo indeterminato.
Nel mese di marzo 2023 sono stati confermati 4 nuovi episodi quasi completi per la seconda stagione, che avranno pubblicazione tra la primavera e l'estate, precedendo in questo modo l'uscita di Hazbin Hotel. Uno dei 4, ossia il terzo, è uscito poi alla fine dello stesso mese, con il secondo degli episodi promessi uscito due mesi dopo, a maggio.
A giugno 2023 viene pubblicato l'ottavo episodio della prima stagione dopo la risoluzione dei problemi di copyright. L'episodio, nonostante sia ufficiale e parte effettiva della prima stagione, è stato dichiarato da Vivienne Mendrano "importante, ma non fondamentale in termini di trama", lasciando Ozzie's come finale della stagione.
Nell'aprile del 2025 Vivienne e l'account ufficiale di Prime Video pubblicono un video intitolato HellaVerse Update, in cui viene annunciato che la serie diventa di proprietà di Prime Video. Ogni episodio già distribuito, gli short e i contenuti futuri della serie usciranno su Prime, per poi essere pubblicati gratuitamente su YouTube. Inoltre, la terza e la quarta stagione della serie saranno finanziate con l'aiuto di Prime. Allo stesso tempo viene annunciato che le due serie Helluva Verse, Hazbin Hotel e Helluva Boss, potrebbero avere un futuro crossover.
A luglio 2025 viene annunciato che Helluva Boss approderà su Prime Video il 10 settembre 2025, con entrambe le sue stagioni e un episodio speciale inedito intitolato Missione: Zero, che sarà disponibile come esclusiva nel servizio per 45 giorni, per poi approdare su YouTube. L'episodio è una versione rimasterizzata del omonimo pilota originale. Inoltre la colonna sonora della serie sarà pubblicata da Atlantic Records dal 10 settembre dello stesso anno.

### Rappresentazione LGBTQ+
Helluva Boss presenta vari personaggi LGBTQ+: in particolare Moxxie, Loona e Martha sono bisessuali, Blitzø, Verosika, Chaz, Asmodeus e Beelzebub sono pansessuali , Sallie May è trans e lesbica, Stolas è gay, nonostante la sua relazione forzata con Stella, idem per Andrealphus e Vassago mentre Mammon e Octavia sono asessuali. Medrano ha inoltre reagito positivamente all'idea di un fan per una sitcom ambientata in un universo alternativo dove "Blitzø e Stolas sono due padri single che si preparano al matrimonio".

## Accoglienza

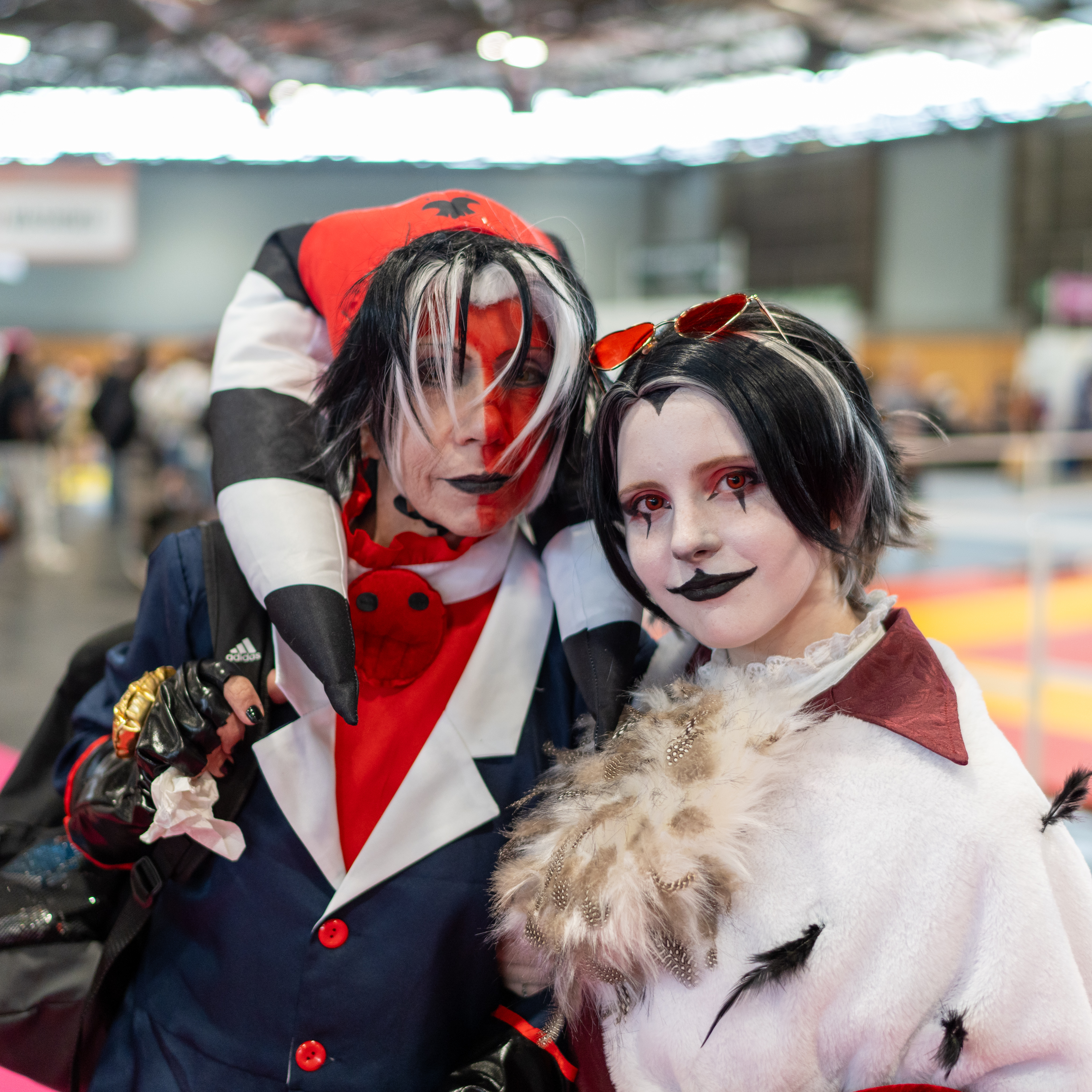
Cosplay di Blitzø e Stolas

L'episodio pilota generò grande entusiasmo tra il pubblico e gli specialisti. Mercedes Milligan di Animation Magazine ha lodato il "tono comico diabolicamente contorto" dell'episodio, definendolo "estremamente popolare" e "una sensazione improvvisa". Reuben Baron di  CBR.com ha notato le "critiche giustificate" dell'episodio per il suo umorismo "tagliente", elogiandolo anche come un "chiaro lavoro d'amore dal punto di vista dell'animazione". Hope Mullinax di The Geeky Waffle si è complimentata in modo simile con la natura "riguardabile" dell'episodio definendolo "una solida introduzione" ai suoi personaggi, concludendo descrivendolo come "un grande momento e un fantastico inizio per questo film ben costruito". mondo" e "un'eccellente introduzione al funzionamento di ciascun [personaggio] all'interno della narrazione". Mark Radulich di W2Mnet e Katya Stec di All Ages of Geek hanno elogiato indipendentemente il pilot definendolo "vale la pena guardare".
Fiction Talk ha descritto il pilot di Helluva Boss come se avesse creato l'aspettativa di "uno spettacolo in stile Phineas e Ferb [con] una trama molto delicata [e] tenuta insieme da una buona commedia e da personaggi divertenti [che] non avevano bisogno di motivazioni da prendere sul serio perché nessun altro sembrava farlo." Allo stesso modo, Ephrom Josine di Medium ha criticato il pilot per non "aver fatto un ottimo lavoro [con il suo] personaggi, descrivendoli come se si sentissero "come se una persona fosse stata fatta a pezzi un sacco di volte per fare in modo che lo show non fosse semplicemente un ragazzo che parla da solo. Qualsiasi differenza reale tra ciascun demone viene mostrata troppo velocemente perché il mio cervello abbia il tempo di tirarne fuori qualcosa," prima di concludere positivamente che "se ti piacciono le commedie in stile slice-of-life, lo farei consiglio di provare Helluva Boss.  Joker on the Sofa ha anche elogiato come "[gran parte dell'umorismo [deriva] dal fatto che [i personaggi principali] sono fondamentalmente una famiglia enormemente disfunzionale", elogiando allo stesso modo "l'altrettanto esagerato [e] qualità esagerate" del personaggio secondario del pilota, e sia la "ridicola ultraviolenza che ne consegue regolarmente e le battute oscure che ne derivano", concludendo definendolo "coerentemente esilarante".
Helluva Boss ha avuto un'ottima accoglienza dalla critica. Nel dicembre 2019, in un articolo sullo stato delle animazioni per adulti, il critico Reuben Baron di CBR dichiarò che mentre l'episodio pilota di Hazbin Hotel e Helluva Boss avessero ottenuto "delle critiche giustificate" a causa del loro humour immaturo e "irritante", rimangono comunque "chiari lavori di amore da un punto di vista delle animazioni". Questo contrasta con l'analisi di Tito W.James del Comicon.com che invece apprezza l'idea di un gruppo di demoni che ha accesso al mondo degli umani attraverso un portale, «aggiungendo una nuova dinamica e ricca di potenziale narrativo». Similarmente, un recensore per il sito spagnolo Cafetoons apprezza come i personaggi siano introdotti «in modo molto appropriato» pur mantenendo l'elemento di commedia per adulti, e le canzoni orecchiabili. Alcuni esprimono anche una preferenza per il pilot di Helluva Boss piuttosto che quello per Hazbin Hotel. Diversi animatori hanno apprezzato il primo episodio della serie. Alcuni sottolineano come ci siano molti pezzi musicali in ciascun episodio, come Animaniacs e I Griffin, e anche se il secondo episodio si dimostra molto più serio del primo, include «molte risate e battute oscene». Simili commenti ha ricevuto il terzo episodio della serie, tra cui un recensore che nota altri tipi di umorismo come la rottura della quarta parete e gag visive nascoste.

## Riconoscimenti
Gli episodi Murder Family e Loo Loo Land sono stati nominati per il premio Ursa Major nella categoria Migliori serie drammatiche. I premi Ursa Major sono dati nel campo dei lavori relativi al furry fandom e sono i premi principali nel campo dell'antropomorfismo. Nell'agosto 2023, l'intera serie ha vinto uno Streamy Award per il miglior show animato.
Il 12 marzo 2024 vince il premio come miglior web serie ai Queerties.

## Altri media

### Corto musicale "Oh Millie"
Il 14 febbraio 2020, un corto musicale animato di Helluva Boss, intitolato "Oh Millie", fu caricato su YouTube, incentrato sulla relazione piena d'amore della coppia sposata Moxxie e Millie ambientato prima dell'episodio pilota. Il video include una canzone scritta da Pary Gripp, con la parte vocale eseguita da Horvitz e Lindbeck.

### Corto musicale "Just Look My Way"
Il 3 dicembre 2023, viene pubblicato il corto musicale, che è ambientato tra il primo corto "Hell's Belles" e l'episodio 8 della seconda stagione, nel quale Stolas cerca di comprendere le ragioni dietro le sue incomprensioni con Blitzø nel corso della serie, riflettendo in uno straziante lamento. La canzone, scritta come fan-made da DJ Paranoid, è stata resa canonica da Medrano e omaggiata con questo video musicale.

### I corti
Il primo corto "Hell's Belles" è ambientato tra l'episodio 7 e il corto musicale "Just Look My Way", mentre i corti dal 2 al 4, sono ambientati dopo l'episodio 9 della seconda stagione, e i corti dal 5 in poi, dopo la seconda stagione.

### Doppiaggi in altre lingue
Il 16 settembre 2020, il doppiaggio francese dell'episodio pilota venne caricato sul canale YouTube di Vivienne Medrano. Inoltre, esistono doppiaggi non ufficiali in altre lingue, tra cui anche l'italiano, pubblicati su altri canali.